# Chiesa di Santa Maria Assunta (Locarno)
La chiesa di Santa Maria Assunta, nota anche come Chiesa Nuova, è un edificio di culto cattolico situato a Locarno.

## Storia
La costruzione, in stile barocco, iniziò attorno al 1628; la chiesa fu consacrata il 5 giugno 1636. Fu restaurata negli anni 1899 e 1967-1971.

## Descrizione

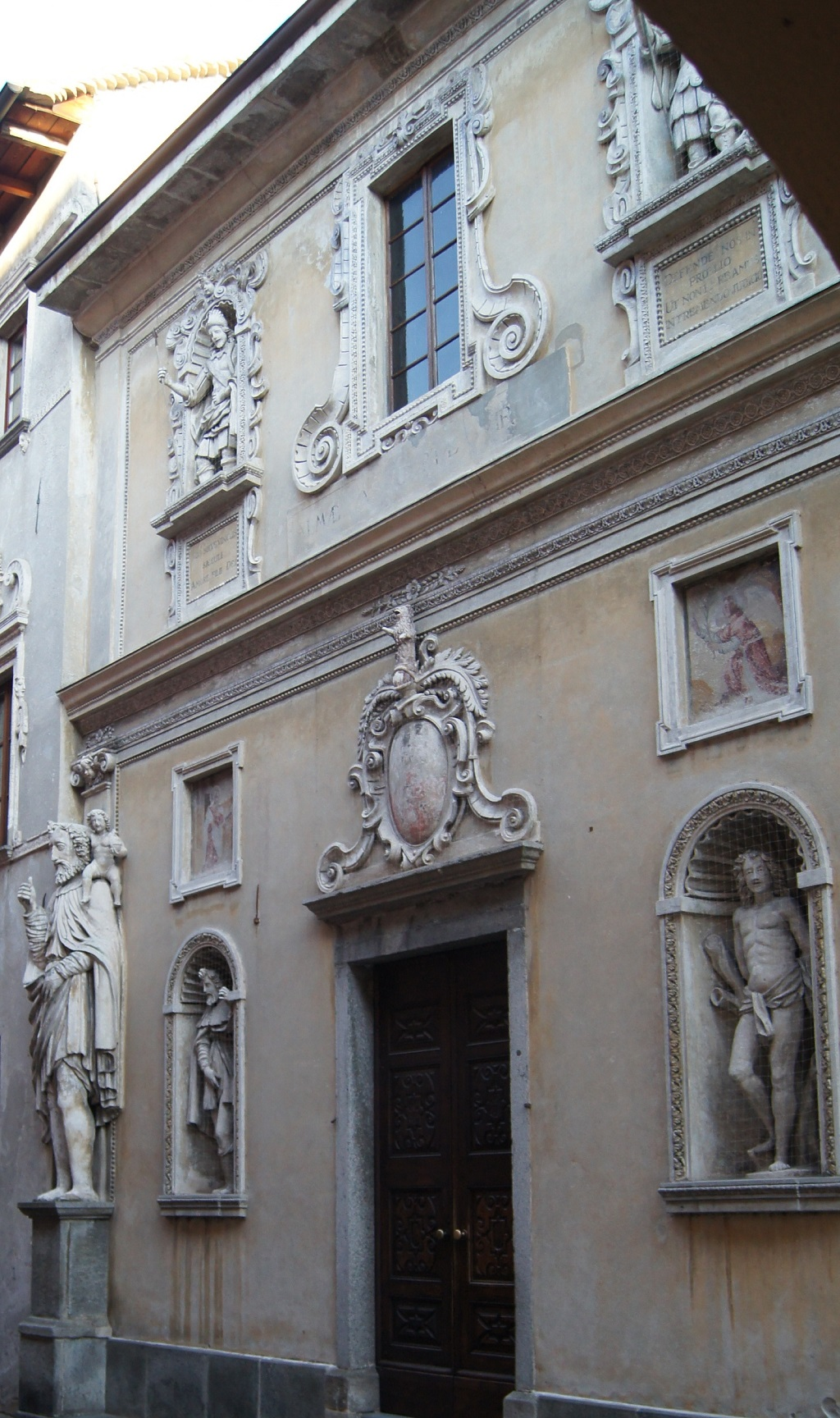
Facciata.

L'edificio presenta una navata unica con due cappelle laterali e coro poligonale. Il portale è sormontato dallo stemma del fondatore (degli Orelli), e affiancato da affreschi; nelle nicchie laterali, statue in stucco dei Santi Rocco, Sebastiano, Vittore e Michele. Un'ulteriore statua, notevolmente più grande delle altre, si trova sul lato sinistro della facciata: si tratta di uno stucco raffigurante San Cristoforo col Bambino.

### Interno

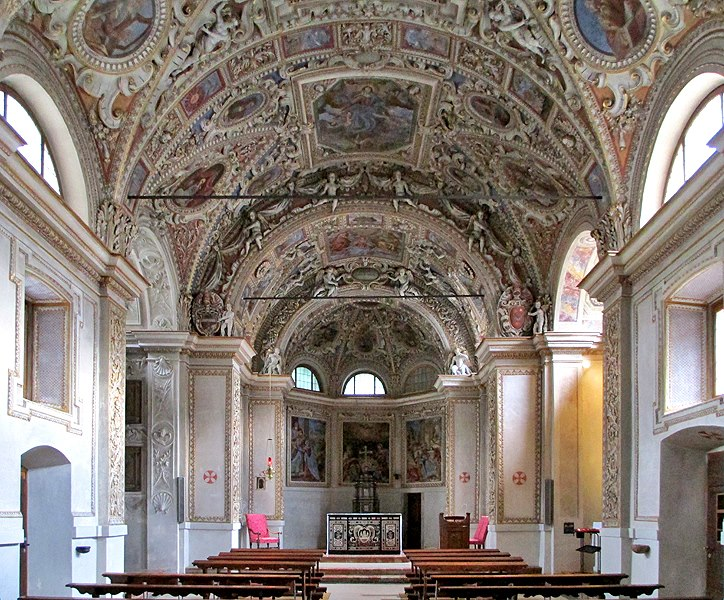
Interno: decorazioni barocche.

L'interno conserva decorazioni barocche in stucco. Sulle pareti del coro sono presenti affreschi con episodi evangelici. L'altare maggiore ha un paliotto in scagliola, della seconda metà del secolo XVIII, e un tabernacolo ligneo a tempietto, rivestito di lamine d'argento sbalzato e cesellato, della seconda metà del secolo XVII. 
Nella cappella di San Germano, costruita tra il 1687 e il 1690, la decorazione in stucco risale all'inizio del secolo XVIII; il dossale d'altare in stucco nella nicchia custodisce le reliquie del Santo. Nella cappella a destra, aperta nel 1779, è collocata la statua lignea dell'Assunta del 1672, attribuita alla bottega di Francesco Torriani. 
Altre due statue, raffiguranti rispettivamente le sante Veronica e Anna, si trovano nella navata.